# Anotogaster xanthoptera
Anotogaster xanthoptera – gatunek ważki z rodziny szklarnikowatych (Cordulegastridae). Znany tylko z holotypu – samicy odłowionej w niesprecyzowanej lokalizacji w Mjanmie; data odłowu nieznana. W 2024 roku Schneider i inni zsynonimizowali ten takson z Anotogaster gregoryi.